# Apiosordaria vestita
Apiosordaria vestita är en svampart som beskrevs av Udagawa & Y. Horie 1982. Apiosordaria vestita ingår i släktet Apiosordaria och familjen Lasiosphaeriaceae.   Inga underarter finns listade i Catalogue of Life.